# Rinofima
Per rinofima si intende un'alterazione della struttura cutanea del naso. L'alterazione, a carattere benigno, ha una lenta e progressiva evoluzione e porta ad un ingrossamento sproporzionato del naso, che assume una forma bulbosa e bitorzoluta.
La patologia, che insorge più frequentemente nell'uomo adulto, è innescata da un'infiammazione granulomatosa, la rosacea che, se non curata, porta all'instaurarsi di una progressiva iperplasia ed ipertrofia delle ghiandole sebacee, fibrosi e linfedema. 
Non esiste un rimedio farmacologico che possa riparare il danno,  l'unica via percorribile è quella dell'intervento chirurgico estetico. Viene utilizzato un laser CO2 ultrapulsato che, vaporizzando le ghiandole sebacee ipertrofiche, riporta il naso al profilo iniziale.